# 136-я стрелковая дивизия (3-го формирования)
136-я стрелковая дивизия — стрелковое соединение РККА Вооружённых Сил СССР, принимавшее участие в Великой Отечественной войне.
Наименования формирования действительное:
- полное — 136-я стрелковая Киевская Краснознамённая орденов Суворова и Богдана Хмельницкого дивизия;
- укороченное — 136-я стрелковая дивизия;
- сокращённое — 136 сд.

В действующей Красной армии во время Великой Отечественной войны с 25.08.1943 по 23.03.1944, с 18.04.1944 по 04.09.1944 и с 11.10.1944 по 09.05.1945.

## История
Сформирована дивизия стрелковых войск РККА под войсковым № 136, в мае 1943 года, на базе 118-й стрелковой бригады и 140-й стрелковой бригады.
Стрелковая дивизия прибыла в район Тарасовки (Полтавская область УССР) 25.08.1943 и начала наступление на Киев по маршруту Зеньков (приняла участие в его освобождении 06.09.1943) — Борисполь — Дарница.
Форсировала Днепр 01-03.10.1943 года, захватив сначала передовыми подразделениями Казачий остров на Днепре между Дарницей и Киевом, таким образом обеспечила форсирование реки и создание плацдарма как для себя, так и для других частей корпуса. В октябре 1943 ведёт бои по удержанию и расширению плацдарма на Днепре в районе села Новые Петровцы, в боях к концу октября 1943 вышла на линию Мощун — Вышгород севернее Киева.
С 03.11.1943 наступает на Киев с Лютежского плацдарма в направлении Святошино, ведёт тяжёлые бои у посёлка Пуща-Водица, имея справа 167-ю стрелковую дивизию, а слева — 240-ю стрелковую дивизию. У Пуща-Водицы была остановлена, возобновила наступление при поддержке введённого в бой 330-го отдельного танкового батальона, продвинулась на рубеж юго-восточнее Пуща-Водица, участвовала в освобождении Киева. После освобождения Киева и развития наступления дивизия наступала на юго-восток по направлению на Обухов.
В ходе Житомирско-Бердичевской операции наступает из района южнее Киева на юг восточнее Белой Церкви.
В январе 1944 года ведёт бои северо-западнее города Звенигородка, где в ходе Корсунь-Шевченковской операции сама попала в окружение в результате удара немецкой группировки к окружённым войскам.

Из воспоминаний ветерана дивизии:
Однако в скором времени мы были обнаружены вражеской разведкой, над нашими позициями стали кружить самолёты-разведчики. Пришлось нам держать круговую оборону и отражать нападение вражеских войск. Свои позиции дивизия меняла ежедневно, но силы истощались: одних только раненых возили за собой более четырёхсот. Убитых хоронили ночью. А фашисты наращивали свою мощь и усиливали натиск. Настало время, когда из артиллерии у нас осталась одна сорокапятка, но и ту фашистский танк обнаружил и уничтожил.
Для обороны было мобилизовано всё, что только было можно. Но наших сил не хватало. Фашисты окружили плотным кольцом и не давали покоя ни днём, ни ночью. В наше расположение стали прорываться вражеские танки…Перебежками, отстреливаясь, отходили в небольшой лес вблизи хутора Тихоновка, так как у противника было явное превосходство. В этом лесу враг окружил нас плотным кольцом и начал методически уничтожать, используя и пехоту, и артиллерию, и танки, и авиацию.
После выхода из окружения дивизия, совместно с частями 2-й танковой армии вела бои по уничтожению Корсунь-Шевченковской группировки войск противника. 23.03.1944 дивизия выведена в резерв, пополнена, укомплектована и в составе 3-й гвардейской армии заняла оборонительные позиции западнее Луцка.
14.07.1944 с началом Львовско-Сандомирской операции, прорывает оборону врага в районе села Лемешув (Гороховский район Волынская область), к концу июля 1944 года вышла к Висле в района Аннополя
Перед Восточно-Карпатской операцией дивизия снята с позиций, 01-02.09.1944 сменена частями 172-й стрелковой дивизии и отведена в резерв для пополнения и укомплектования и в октябре 1944 года переброшена в Польшу на Наревский плацдарм близ города Сероцк, где ведёт частные бои до января 1945 года. C 14.01.1945 дивизия наступает с плацдарма по маршруту Модлин, Плоцк, Торунь в ходе Восточно-Прусской операции. 18.01.1945 освобождает Модлин, затем 25.01.1945 подошла к Торуни, участвовала в окружении города и разгроме Торуньской группировки, 01.02.1945 освободила город.
С 10.02.1945 года наступает в ходе Восточно-Померанской операции, в общем направлении на Хойнице, затем повернула наступление на северо-восток. Принимает участие в освобождении Данцига (30.03.1945).
С 05.04.1945 совершает пеший марш по маршруту Коллетцкау, Шенвальде, Навитц, Лауенбург, Штольп, Шлаве, Цанов и с задачей к исходу 09.04.1945 сосредоточиться в районе леса южнее и юго-западнее Цанов. Оттуда уже на автомашинах дивизия совершила марш по маршруту Кезлин, Керлин, Бельгард, Штольценберг, Шифельбайн, Лабес, Вангерин, Реетц, Арнсвальде и 10.04.1945 сосредоточилась в районе Варнитц, Блумберг, Репплин.
В ночь на 19.04.1945 десантная группа дивизии форсировала Ост-Одер и захватила остров южнее Щецина, 20.04.1945 основными силами форсирует при помощи 1-й гвардейской штурмовой инженерно-сапёрной бригады Одер в 12 километрах южнее Щецина в районе посёлка Шёнинген, первой захватывает плацдарм и обеспечивает форсирование реки силами корпуса, 23.04.1945 освобождает населённый пункт Паргов (8 километров юго-западнее Щецина), 27.04.1945 принимает участие в освобождении Пренцлау.
По окончании Великой Отечественной войны дивизия вошла в состав Группы советских оккупационных войск в Германии и вскоре расформирована летом 1945 года.

## В составе
| Дата            | Фронт (округ)         | Армия                 | Корпус                  | Примечания |
| --------------- | --------------------- | --------------------- | ----------------------- | ---------- |
| 01.06.1943 года | Резерв Ставки ВГК     | 52-я армия            | -                       | -          |
| 01.07.1943 года | Резерв Ставки ВГК     | 52-я армия            | -                       | -          |
| 01.08.1943 года | Резерв Ставки ВГК     | 52-я армия            | -                       | -          |
| 01.09.1943 года | Резерв Ставки ВГК     | 52-я армия            | 73-й стрелковый корпус  | -          |
| 01.10.1943 года | Воронежский фронт     | 38-я армия            | 50-й стрелковый корпус  | -          |
| 01.11.1943 года | 1-й Украинский фронт  | 38-я армия            | 51-й стрелковый корпус  | -          |
| 01.12.1943 года | 1-й Украинский фронт  | 27-я армия            | 47-й стрелковый корпус  | -          |
| 01.01.1944 года | 1-й Украинский фронт  | 27-я армия            | 47-й стрелковый корпус  | -          |
| 01.02.1944 года | 1-й Украинский фронт  | 27-я армия            | 47-й стрелковый корпус  | -          |
| 01.03.1944 года | 2-й Украинский фронт  | 2-я танковая армия    | -                       | -          |
| 01.04.1944 года | Резерв Ставки ВГК     | 3-я гвардейская армия | 21-й стрелковый корпус  | -          |
| 01.05.1944 года | 1-й Украинский фронт  | 3-я гвардейская армия | 21-й стрелковый корпус  | -          |
| 01.06.1944 года | 1-й Украинский фронт  | 3-я гвардейская армия | 21-й стрелковый корпус  | -          |
| 01.07.1944 года | 1-й Украинский фронт  | 3-я гвардейская армия | 21-й стрелковый корпус  | -          |
| 01.08.1944 года | 1-й Украинский фронт  | 3-я гвардейская армия | 21-й стрелковый корпус  | -          |
| 01.09.1944 года | 1-й Украинский фронт  | 13-я армия            | 102-й стрелковый корпус | -          |
| 01.10.1944 года | Резерв Ставки ВГК     | 6-я армия             | 47-й стрелковый корпус  | -          |
| 01.11.1944 года | 1-й Белорусский фронт | 65-я армия            | 47-й стрелковый корпус  | -          |
| 01.12.1944 года | 2-й Белорусский фронт | 65-я армия            | 47-й стрелковый корпус  | -          |
| 01.01.1945 года | 2-й Белорусский фронт | 70-я армия            | 47-й стрелковый корпус  | -          |
| 01.02.1945 года | 2-й Белорусский фронт | 70-я армия            | 47-й стрелковый корпус  | -          |
| 01.03.1945 года | 2-й Белорусский фронт | 70-я армия            | 47-й стрелковый корпус  | -          |
| 01.04.1945 года | 2-й Белорусский фронт | 70-я армия            | 47-й стрелковый корпус  | -          |
| 01.05.1945 года | 2-й Белорусский фронт | 70-я армия            | 47-й стрелковый корпус  | -          |

## Состав
- управление
- 269-й стрелковый полк
- 342-й стрелковый полк
- 358-й стрелковый полк
- 343-й артиллерийский полк
- 259-й отдельный самоходно-артиллерийский дивизион (259-й отдельный истребительно-противотанковый дивизион) — командир майор Яковлев, Иван Кириллович
- 194-я отдельная разведывательная рота
- 42-й отдельный сапёрный батальон
- 546-й отдельный батальон связи (210-я отдельная рота связи)
- 203-й медико-санитарный батальон
- 284-я отдельная рота химической защиты
- 37-я автотранспортная рота
- 690-я (138-я, 572-я) полевая хлебопекарня
- 55-й дивизионный ветеринарный лазарет
- 1785-я полевая почтовая станция
- 1742-я полевая касса Государственного банка

## Командиры
- Миляев, Леонид Михайлович (с 17.05.1943 по 03.06.1943), полковник
- Пузиков, Иван Михайлович (с 04.06.1943 по 04.06.1944), полковник, с 20.12.1943 генерал-майор;
- Мещеряков, Михаил Михайлович (с 05.06.1944 по 26.12.1944), полковник;
- Трудолюбов, Василий Иванович (с 27.12.1944 по 09.05.1945), полковник;

## Награды и наименования
| Награда (наименование)                | Дата                                                              | За что награждена |
| ------------------------------------- | ----------------------------------------------------------------- | --- |
| Почётное наименование «Киевская»      | Приказ Верховного Главнокомандующего СССР № 37 от 06.11.1943 года | В ознаменование одержанной победы и отличие в боях при освобождении Киева. |
| Орден Красного Знамени                | Указ Президиума Верховного Совета СССР от 13 февраля 1944 года    | За образцовое выполнение боевых заданий командования в боях за освобождение города Звенигородка и проявленные при этом доблесть и мужество                                               |
| Орден Суворова II степени             | Указ Президиума Верховного Совета СССР от 4 июня 1945 года        | За образцовое выполнение заданий командования в боях с немецкими захватчиками при овладение городами Штеттин, Гартц, Пенкун, Казеков, Шведт и проявленные при этом доблесть и мужество.. |
| Орден Богдана Хмельницкого II степени | Указ Президиума Верховного Совета СССР от 9 августа 1944 года     | За образцовое выполнение заданий командования в боях с немецкими захватчиками при прорыве обороны немцев на Львовском направлении и проявленные при этом доблесть и мужество.            |

Награды частей дивизии:
- 269-й стрелковый Краснознаменный[4] полк
- 342-й стрелковый Новогеоргиевский ордена Суворова[5] полк
- 358-й стрелковый Краснознамённый[4] ордена Кутузова[5] полк
- 343-й артиллерийский Новогеоргиевский ордена Кутузова[5] полк
- 259-й отдельный самоходно-артиллерийский Торунский[6] ордена Александра Невского дивизион (259-й отдельный истребительно-противотанковый дивизион)

## Отличившиеся воины дивизии
| Награда | Ф. И. О.                       | Должность                                                                  | Звание            | Дата награждения                 | Примечания                      |
| ------- | ------------------------------ | -------------------------------------------------------------------------- | ----------------- | -------------------------------- | ------------------------------- |
|         | Алисейко, Владимир Титович     | командир сапёрного взвода 42-го отдельного сапёрного батальона             | старший сержант   | 10.01.1944                       |                                 |
|         | Алифанов, Василий Алексеевич   | Командир отделения сапёрного взвода 358-го стрелкового полка               | сержант           | 31.12.1944 19.03.1945 29.06.1945 |                                 |
|         | Андреев, Николай Павлович      | Командир отделения 269-го стрелкового полка                                | старшина          | 10.01.1944                       |                                 |
|         | Баисов, Матай                  | командир пулемётного отделения 342-го стрелкового полка                    | красноармеец      | 10.01.1944                       |                                 |
|         | Белоусов, Павел Александрович  | автоматчик 269-го стрелкового полка                                        | красноармеец      | 10.01.1944                       |                                 |
|         | Богатов, Павел Михайлович      | Командир взвода 210-й отдельной роты связи                                 | лейтенант         | 10.01.1944                       |                                 |
|         | Бонин, Анатолий Петрович       | Помощник начальника штаба 358-го стрелкового полка по разведке             | лейтенант         | 10.01.1944                       |                                 |
|         | Борисов, Михаил Алексеевич     | Командир взвода роты автоматчиков 342-го стрелкового полка                 | младший лейтенант | 10.01.1944                       | посмертно                       |
|         | Буркут, Иван Сидорович         | Командир отделения 42-го отдельного сапёрного батальона                    | сержант           | 13.11.1943                       | посмертно                       |
|         | Василевский, Пётр Лукьянович   | заместитель командира батальона 269-го стрелкового полка                   | старший лейтенант | 29.06.1945                       |                                 |
|         | Васильев, Андрей Александрович | Командир взвода транспортной роты 269-го стрелкового полка                 | старший сержант   | 10.01.1944                       | погиб 17.01.1945                |
|         | Васильев, Владимир Андреевич   | Командир роты 342-го стрелкового полка                                     | лейтенант         | 29.06.1945                       | посмертно                       |
|         | Гришонков, Михаил Сергеевич    | командир сапёрного взвода 42-го отдельного сапёрного батальона             | старший лейтенант | 29.06.1945                       |                                 |
|         | Гуденко, Павел Гаврилович      | заместитель командира батальона по строевой части 358-го стрелкового полка | старший лейтенант | 29.06.1945                       |                                 |
|         | Гусев, Максим Тихонович        | Помощник начальника штаба 269-го стрелкового полка                         | капитан           | 10.01.1944                       |                                 |
|         | Жук, Александр Афанасьевич     | Командир 342-го стрелкового полка                                          | подполковник      | 29.06.1945                       |                                 |
|         | Зейберлин, Александр Павлович  | Командир взвода автоматчиков 269-го стрелкового полка                      | сержант           | 10.01.1944                       |                                 |
|         | Клепиков, Георгий Петрович     | командир роты 342-го стрелкового полка                                     | лейтенант         | 10.04.1945                       | посмертно                       |
|         | Куценко, Иван Иванович         | заместитель командира 342-го стрелкового полка                             | капитан           | 29.06.1945                       | посмертно                       |
|         | Максимов, Иван Тихонович       | командир роты 358-го стрелкового полка                                     | старший лейтенант | 29.06.1945                       |                                 |
|         | Мешков, Иван Андреевич         | Заместитель командира батальона 342-го стрелкового полка                   | старший лейтенант | 10.01.1944                       | посмертно                       |
|         | Мещеряков, Михаил Михайлович   | командир дивизии                                                           | полковник         | 23.09.1944                       |                                 |
|         | Мурза, Илья Митрофанович       | командир 269-го стрелкового полка                                          | подполковник      | 29.06.1945                       |                                 |
|         | Муткенов, Серикбай             | Командир орудия 342-го стрелкового полка                                   | старший сержант   | 09.02.1944                       | погиб 15.01.1944                |
|         | Недбаев, Василий Иванович      | командир 358-го стрелкового полка                                          | подполковник      | 29.06.1945                       |                                 |
|         | Никитин, Виктор Петрович       | заместитель командира батальона 342-го стрелкового полка                   | старший лейтенант | 29.05.1945                       | погиб 29.03.1945                |
|         | Отмахов, Иван Григорьевич      | заместитель командира батальона 342-го стрелкового полка                   | лейтенант         | 29.06.1945                       | умер от ран 23 апреля 1945 года |
|         | Пенязьков, Дмитрий Никандрович | командир взвода 358-го стрелкового полка                                   | лейтенант         | 29.06.1945                       |                                 |
|         | Пикалов, Андрей Никитович      | Разведчик взвода пешей разведки 342-го стрелкового полка                   | сержант           | 10.02.1944 10.08.1944 29.06.1945 |                                 |
|         | Проценко, Степан Федосеевич    | командир 269-го стрелкового полка                                          | подполковник      | 10.01.1944                       | посмертно                       |
|         | Романютин, Александр Иванович  | командир огневого взвода 342-го стрелкового полка                          | младший лейтенант | 09.02.1944                       |                                 |
|         | Рыженко, Григорий Иванович     | командир отделения 42 отдельного сапёрного батальона                       | сержант           | 29.06.1945                       |                                 |
|         | Сердитов, Семён Алексеевич     | Помощник командира взвода 269 стрелкового полка                            | сержант           | 10.01.1944                       | посмертно                       |
|         | Сериков, Иван Павлович         | командир батальона 358-го стрелкового полка                                | капитан           | 29.06.1945                       |                                 |
|         | Сиврюк, Иван Поликарпович      | Командир пулемётного взвода 2-й стрелковой роты 269-го стрелкового полка   | младший лейтенант | 29.06.1945                       |                                 |
|         | Трудолюбов, Василий Иванович   | Командир дивизии                                                           | полковник         | 29.05.1945                       |                                 |
|         | Турдыев, Саидкул Алиевич       | командир пулемётной роты 2-го батальона 342-го стрелкового полка           | лейтенант         | 10.01.1944                       | посмертно                       |
|         | Тюлькин, Яков Николаевич       | командир пулемётного расчёта 269-го стрелкового полка                      | сержант           | 10.01.1944                       |                                 |
|         | Харчин, Иван Гаврилович        | заместитель командира 42-го отдельного сапёрного батальона                 | капитан           | 29.06.1945                       | посмертно                       |
|         | Чалый, Александр Никитович     | командир отделения 42-го отдельного сапёрного батальона                    | ефрейтор          | 10.01.1944                       | посмертно                       |
|         | Щербаков, Арсентий Арсентьевич | 1-й помощник начальника штаба 358-го стрелкового полка                     | старший лейтенант | 10.01.1944                       |                                 |
|         | Юрченко, Михаил Иванович       | Командир отделения 42-го отдельного сапёрного батальона                    | сержант           | 29.05.1945                       |                                 |